# Oreocnide tonkinensis
Oreocnide tonkinensis är en nässelväxtart som först beskrevs av François Gagnepain, och fick sitt nu gällande namn av Elmer Drew Merrill och Chun. Oreocnide tonkinensis ingår i släktet Oreocnide och familjen nässelväxter. Inga underarter finns listade i Catalogue of Life.